# Narcistički poremećaj ličnosti
Narcistički poremećaj ličnosti (eng. narcissistic personality disorder – NPD) psihički je poremećaj ličnosti u kojem postoji dugoročan uzorak ponašanja koje karakteriziraju osjećaj samovažnosti (grandioznost), duboka potreba za pažnjom i divljenjem, pretjerana samouvjerenost i nedostatak razumijevanja za osjećaje drugih (empatije). Osobe koje boluju od tog poremećaja često pretjerano razmišljaju o stjecanju slave, moći, ili o svom fizičkom izgledu. Često iskorištavaju ljude oko sebe. Javlja se kod otprilike 6% odraslih osoba, češće kod muškaraca nego kod žena, i češće se manifestira kod mladih ljudi. Kao i ostale vrste mentalnih poremećaja, narcistički poremećaj ličnosti može uzrokovati poteškoće u razvoju.

## Etiologija

### Biopsihosocijalna teorija
Uzrok poremećaja je nepoznat, iako se smatra da postoje biološki, psihološki i okolišni faktori rizika koji utječu na razvoj pojedinca i poremećaja. Mnoga istraživanja su pokazala da postoje promjene u određenim moždanim strukturama osoba s ovim poremećajem. Među ostalim, dio mozga odgovoran za empatiju (anteriorni insularni korteks) manjeg je obujma. Štoviše, predloženo je da empatijska disfunkcija i sebično ponašanje kod ovih osoba mogu biti posljedica disfunkcije u tzv. moždanoj mreži značajnosti (eng. salience network), koja posreduje između interno i eksterno fokusirane kognicije, kako bi inhibirala mrežu zadanog načina rada (eng. default mode network), uključenu u samostalnu obradu informacija tijekom društvenih interakcija, što rezultira kontinuiranom samofokusiranošću čak i onda kad je osoba s kojom narcistička osoba interaktira u nevolji.
Dijagnoza se uspostavlja razgovorom s pojedincem. Većina ljudi s ovim poremećajem ne traži pomoć jer vjeruju kako nemaju problem, te kako je njihova okolina u krivu. Ovo potonje tipični je primjer tzv. egosintone percepcije.

### Povijest
Tip osobnosti prvi je opisao Robert Waelder 1925. godine, kod je sadašnje ime poremećaja ušlo u uporabu tek 1968.

## Znakovi i simptomi
1. Uvjerenje u iluzije o vlastitoj grandioznosti uz očekivanje da će ih okolina uvažiti, bez adekvatnog razloga
2. Fiksiranost na fantazije o moći, privlačnosti, inteligenciji, ljepoti ili ljubavi
3. Iluzije o vlastitoj superiornosti, jedinstvenosti, posebnosti i višem socijalnom statusu od drugih
4. Očekivanje konstantnih pohvala
5. Osjećaj da posjeduju pravo na poseban tretman ili tretman sukladan njihovim željama, uz poslušnost okoline bez propitkivanja
6. Iskorištavanje i manipulacija okoline u svrhe ostvarivanja osobnih ciljeva
7. Nedostatak empatije na osjećaje, želje i potrebe drugih ljudi
8. Česta zavist prema drugima i uvjerenost da su drugi zavidni na njih
9. Pompozno i arogantno držanje; aktivno uspostavljanje kontrole i moći nad drugima
10. Slabo samopouzdanje, nemogućnost podnošenja kritike, i potreba za omalovažavanjem drugih kako bi potvrdili vlastitu superiornost

Izvori:

## Zanimljivosti
- Jedna od bliskoznačnica za narcizam jest megalomanija.[1]